# Orinoco-Bürstenschwanzratte
Die Orinoco-Bürstenschwanzratte (Isothrix orinoci) ist ein im nördlichen Südamerika verbreitetes Nagetier in der Familie der Stachelratten. Die Population galt bis 2005 als Unterart der Gelbkronen-Bürstenschwanzratte (Isothrix bistriata).

## Merkmale
Dieses Nagetier ähnelt der Gelbkronen-Bürstenschwanzratte und der Rio-Negro-Bürstenschwanzratte (Isothrix negrensis), ist jedoch mit einer Kopf-Rumpf-Länge von 207 bis 257 mm und einer Schwanzlänge von 168 bis 278 mm kleiner. Gewichtsangaben fehlen. Der gelbe Streifen von der Nase bis zur Stirn ist bei dieser Art intensiver. Seitlich davon folgen graue Streifen, die ohne deutliche Grenze hinter den Ohren schwarz werden und sich zu einem breiten schwarzen Aalstrich vereinen. Typisch sind weißliche Flecken hinter den grauen Ohren, die den schwarzgrauen Streifen teilweise unterbrechen. Wie bei anderen Gattungsvertretern ist ein Bürstenschwanz vorhanden. Der Schnauzenteil des Schädels ist etwas kürzer als bei anderen Arten der Gattung.

## Verbreitung und Lebensweise
Die Orinoco-Bürstenschwanzratte lebt im Umfeld des Orinocos nördlich des Amazonas südlichen im Venezuela und erreicht vermutlich angrenzende Regionen Brasiliens und Kolumbiens. Sie hält sich meist im Flachland auf und erreicht in Gebirgen 1600 Meter Höhe. Das Habitat sind immergrüne Tropenwälder.
Dieses Tier klettert in Bäumen. Andere Angaben zum Verhalten fehlen.

## Gefährdung
Aufgrund nicht vorhandener Informationen zur Populationsgröße und zu möglichen Gefahren wird die Orinoco-Bürstenschwanzratte von der IUCN mit unzureichende Datenlage (data deficient) gelistet.